# Constantin Costăchescu
Constantin „Bibi” Costăchescu a fost un comandant de submarin în Marina Regală Română în timpul celui de al Doilea Război Mondial. Este singurul comandant de submarin din România care a reușit torpilarea unei nave inamice. A comandat submarinul NMS Delfinul în prima, a treia și a cincea crucieră din cele nouă efectuate în timpul războiului.

## Atacul
În cea de a cincea crucieră, care a avut loc în Marea Neagră între 2 și 7 noiembrie 1941, misiunea submarinului NMS Delfinul era întreruperea căilor de aprovizionare a Sevastopolului. În dimineața zilei de 5 noiembrie a ajuns în apropiere de Ialta. La ora 8:05, slt. Constantin Stegaru a observat o navă mare de transport mergând dinspre est spre Ialta. La 8:15, nava a întors la stânga, apropiindu-se de submarin, iar cpt. Costăchescu s-a hotărât s-o atace cu o torpilă trasă dintr-un tub de la pupa. La 8:43, Delfinul a lansat torpila din tubul 6 din pupa de la o distanță de 800 m. În scurt timp s-a auzit explozia torpilei, urmată de o explozie și mai mare. Este posibil ca nava să nu fi fost escortată, deoarece primul contact cu vânătoarele de submarine sovietice a avut loc după o oră. Atacul acestora a durat între orele 10:30 și 18:30. S-au înregistrat 23 de grenadări, numărându-se între 80 și 90 de explozii ale grenadelor antisubmarin. În timp ce aveau loc atacurile, Costăchescu a guvernat nava spre larg, câștigând adâncime în timpul atacurilor, coborând la o adâncime de peste 80 m. Între atacuri, în timp ce inamicul asculta, Costăchescu a ordonat oprirea instalațiilor de bord, reușind în final să scape de urmăritori. S-au îndreptat apoi spre sud, spre coasta Asiei Mici, unde noaptea submarinul s-a ridicat la suprafață și și-a încărcat bateriile. A fost prins însă într-o furtună izbucnită brusc și a reușit cu greu să intre în imersiune. În 7 noiembrie a ajuns la Constanța.
Istoricii români au identificat nava torpilată drept cargoul „Uraleț”, de 1975 tdw, dar arhivele sovietice afirmă că el a fost scufundat de Luftwaffe în portul Eupatoria la 29 octombrie 1941. Identitatea navei este și astăzi controversată.
În urma reușitei, Cpt. Constantin Costăchescu a fost decorat cu Ordinul Mihai Viteazul clasa a III-a.

## După război
După război Constantin Costăchescu a fost instructor pentru submarine și profesor de geometrie în spațiu la Academia Navală Mircea cel Bătrân din Constanța. A murit în anii 1980 în urma unei căzături pe gheață iarna, la Constanța.
Datorită faptului că reușitele sale au fost împotriva marinei URSS, meritele sale n-au fost pomenite în România socialistă.
O statuie cu bustul acestei personalități se află în orașul Fălticeni din județul Suceava [Locația acestei statui este lângă primăria municipiului Fălticeni, alături de ea mai sunt 2 alte statui și în spate steagul României, Uniunii Europene, NATO.
Pe această statuie este inscripționat mesajul:
- Constantin Costăchescu
- Căpitan Comandor
- Comandantul Submarinului
- "N.M.S. DELFINUL"
- Decorat cu ordine si medalii
- Pentru răsplatirea
- Faptelor excepționale în
- Al II-lea Război Mondial
- ORDINUL MILITAR DE RĂZBOI
- "Mihai Viteazul"
- ÎN GRAD DE CAVALER ORDINUL
- "Coroana României"
- ÎN GRAD DE CAVALER ORDINUL
- "Steaua României"
- Cu spadă și panglică
- De "Virtute Militară"